# أوزفالدو دي أوليفيرا
أوزفالدو دي أوليفيرا (Oswaldo de Oliveira) (مواليد 5 ديسمبر 1950) هو مدرب كرة قدم.

## وصلات خارجية
- أوزفالدو دي أوليفيرا على موقع قاعدة بيانات كرة القدم.إي يو (الإنجليزية)
- أوزفالدو دي أوليفيرا على موقع Soccerway.com (الإنجليزية)
- أوزفالدو دي أوليفيرا على موقع عالم كرة القدم.نت (الإنجليزية)

- transfermarkt.com